# عزمي الدقة
عزمي الدقة (وُلد في 28 أبريل 1960 في عتيل، فلسطين - تُوفي في 22 مايو 2017 في وارسو، بولندا ) دبلوماسي وسياسي فلسطيني. عُين في يناير 2012 سفيرًا لدولة فلسطين لدى بولندا واستمر حتى وفاته. كما كان سابقًا سفيرًا لدولة فلسطين لدى نيجيريا وبنين.

## حياته
وُلد عزمي أحمد نصار دقة في بلدة عتيل بمحافظة طولكرم شمال الضفة الغربية في 28 أبريل 1960. شغل الدقة في الفترة 1986-1988 منصب رئيس الفريق الطبي الفلسطيني في سيراليون، وعمل في الدائرة السياسية لمنظمة التحرير الفلسطينية في تونس من 1988- 1990، وشغل منصب القائم بالأعمال رئيس البعثة الفلسطينية في مانيلا بالفلبين في الفترة 1991- 1993، وعمل نائبًا لسفير دولة فلسطين لدى كوالالمبور بماليزيا. عُين سفيرًا لدولة فلسطين لدى نيجيريا في الفترة 2006-2011، كما عُين سفيرًا غير مقيم لدولة فلسطين لدى بنين في الفترة 2011-2017.

## الوفاة
تُوفي عزمي الدقة في أحد مستشفيات العاصمة البولندية وراسو في 22 مايو 2017 إثر مرض عضال. وصل جثمانه إلى الضفة الغربية عبر معبر الكرامة يوم 28 مايو 2017، وجرى دفنه بنفس اليوم في مقبرة بلدته عتيل بمحافظة طولكرم.

## أوسمة
- في 27 مايو 2017، منح رئيس جمهورية بولندا وسام صليب القائد للاستحقاق إلى الدقة تكريمًا له.[7]
- في 30 مايو 2017، منح الرئيس محمود عباس وسام الاستحقاق والتميز «الفضي» إلى الدقة تكريمًا له.[8]